# Baignolet
Baignolet är en kommun i departementet Eure-et-Loir i regionen Centre-Val de Loire strax norr om centrala Frankrike. Kommunen ligger i kantonen Voves som tillhör arrondissementet Chartres. År 2018 hade Baignolet 111 invånare.

## Befolkningsutveckling
Antalet invånare i kommunen Baignolet
Referens:INSEE